# Papa Celestin al V-lea
Papa Celestin al V-lea, pe numele laic Pietro Angelerio (n. 1215, Sant'Angelo Limosano, Molise, Italia – d. 19 mai 1296, Fumone, Lazio, Regatul Italiei), a fost un papă al Romei, penultimul papă care și-a dat de bună voie demisia din funcție. După demisia sa, care a avut loc pe 13 decembrie 1294, a trăit ca eremit. Cercurile gioachimite au văzut în Celestin al V-lea „papa îngeresc”, cu care începea a treia fază a istoriei, anume „mileniul Spiritului”.
Papa Benedict al XVI-lea, bun cunoscător al teologiei medievale, a vizitat în timpul pontificatului său mormântul papei Celestin al V-lea în data de 28 aprilie 2009. Cu ocazia respectivă a făcut gestul neobișnuit de a așeza pe mormântul predecesorului său palliumul primit la învestirea sa în funcție, în anul 2005.
În februarie 2013 papa Benedict al XVI-lea și-a dat demisia din funcție, act care a generat multe comparații între cei doi suverani pontifi.